# Sid Taberlay
Sidney "Sid" Taberlay (ur. 22 stycznia 1980 w Hobart) – australijski kolarz górski, przełajowy i szosowy, srebrny medalista mistrzostw świata MTB.

## Kariera
Największy sukces w karierze Sid Taberlay osiągnął w 2001 roku, kiedy reprezentacja Australii w składzie: Sid Taberlay, Mary Grigson, Trent Lowe i Cadel Evans zdobyła srebrny medal w sztafecie cross-country podczas mistrzostw świata w Vail. Trzy lata później Australijczyk wziął udział w igrzyskach olimpijskich w Atenach, gdzie rywalizację w cross-country ukończył na 23. pozycji. Kilkakrotnie zdobywał medale na igrzyskach Oceanii, w tym indywidualnie złoty w cross-country w 2004 roku. W 2012 roku, podczas kontynentalnych mistrzostw Oceanii zdobył złoty medal w cross-country eliminator. Jest także pięciokrotnym mistrzem kraju w różnych kategoriach wiekowych. Startował ponadto w kolarstwie przełajowym i szosowym, ale bez większych sukcesów.